# Falkensee
Falkensee é um município da Alemanha, situado no distrito de Havelland, no estado de Brandemburgo. Tem 43,30 km² de área, e sua população em 2019 foi estimada em 43.994 habitantes.